# Rötteln

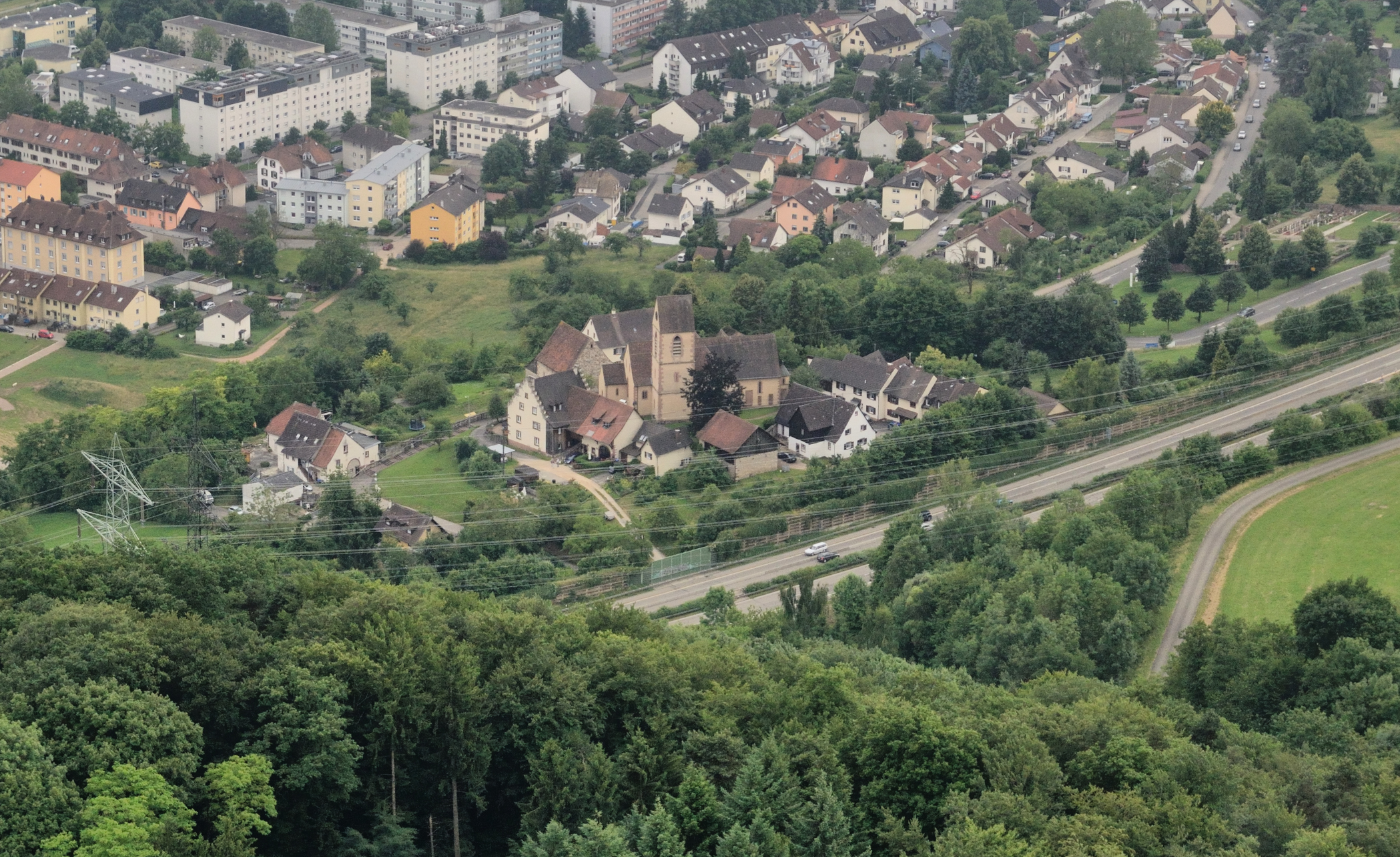
Luftbild von Rötteln

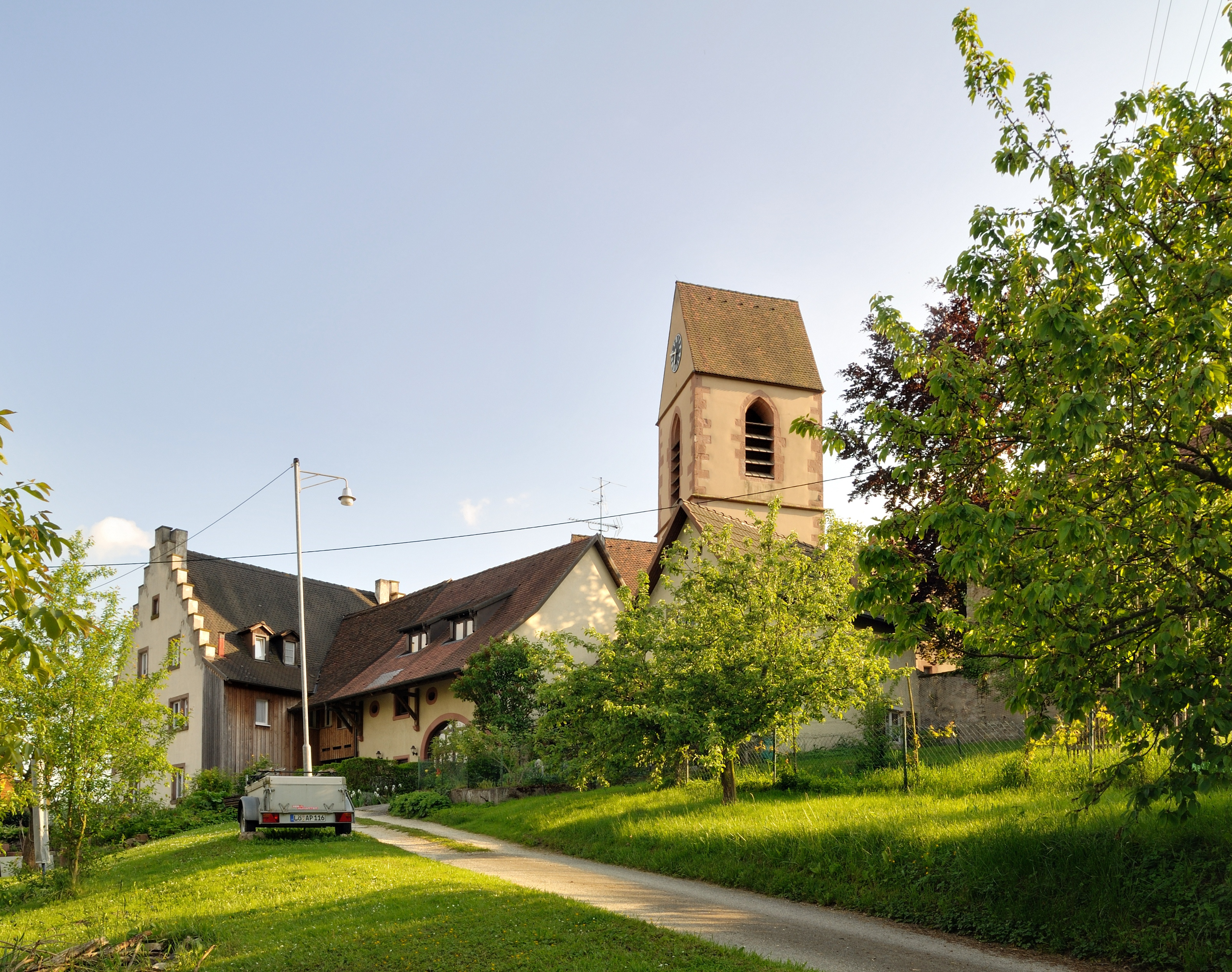
Rötteln und Evangelische Kirche

Rötteln ist ein Weiler auf der Gemarkung des Stadtteils Tumringen der Stadt Lörrach (Baden-Württemberg). Von diesem Weiler mit der Röttler Kirche (historisch Rötteln Chilft) sind zu unterscheiden die einen knappen Kilometer oberhalb und nordöstlich gelegene Burgruine Rötteln und der etwa einen halben Kilometer in gleicher Höhenlage und östlich gelegene Weiler Röttelnweiler, die auf der Gemarkung des Lörracher Ortsteils Haagen liegen.

## Geschichte

### Ortsname

Urkunde aus dem Jahr 751 mit der erstmaligen Erwähnung Röttelns

Der Ortsname wird in den Urkunden über die Jahrhunderte in verschiedenen Ausprägungen verwendet:
- 751 n. Chr.: Raudinleim = althochdeutsch „zum roten Lehm“
- später: Rotinlaim (800), Rótenleim (1223), Róteln (1248), Roetinlein (1254), Rotinlein, Rotenlin (1259), Roetelein (1265), Roetelnheim, Rotenlein, Rótelen (1278), Rotteln, Röteln (1287), Roetenleyn (1298), Röttelen, Rötteln, Röttlen[2]

### Ortsgeschichte

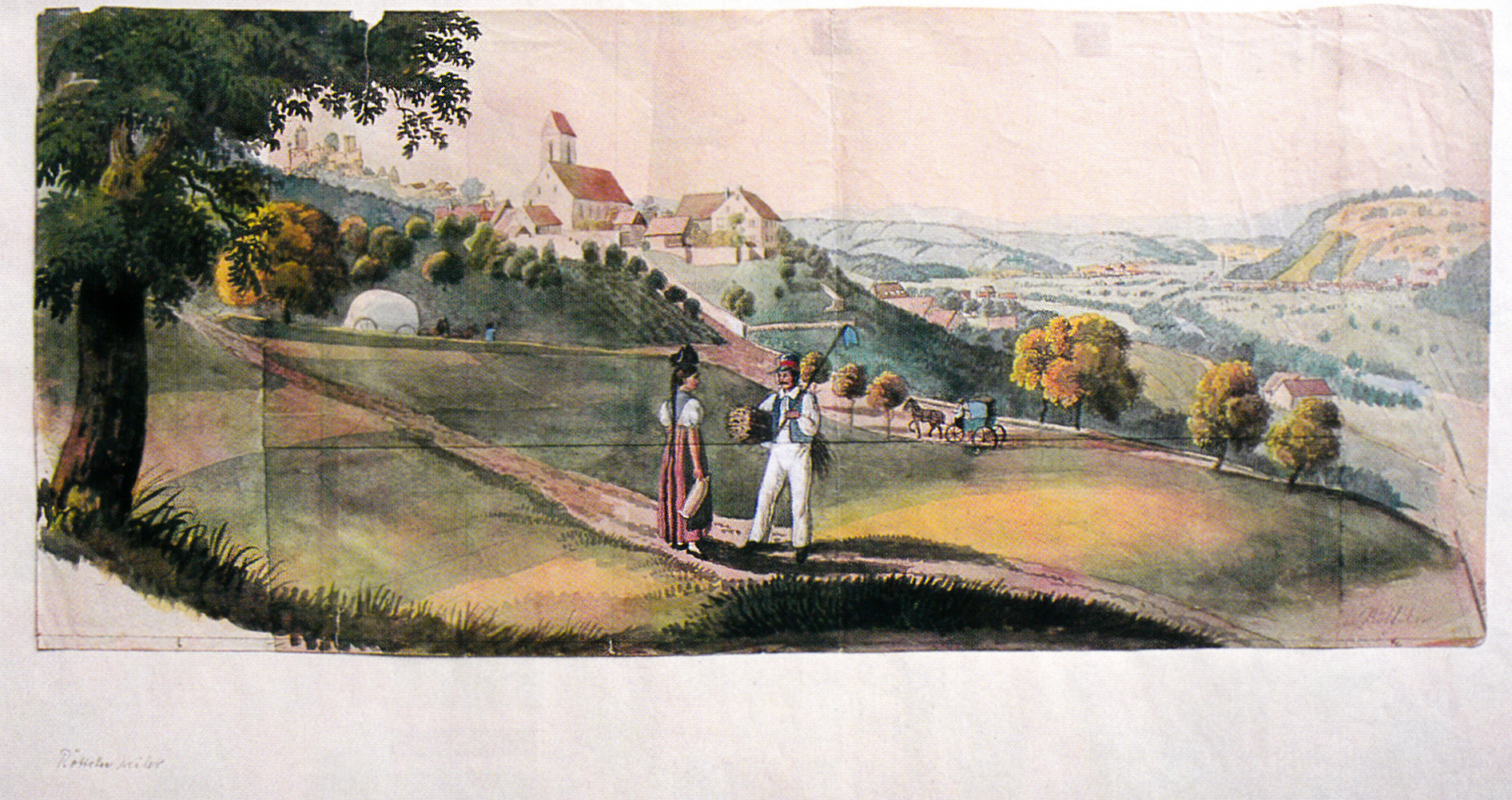
Historische Darstellung Röttelns (um 1850), links im Hintergrund ist die Burg Rötteln zu erkennen

Das Dorf entstand im Mittelalter im Umfeld der Burg. Die im Dorfkern befindliche Kirche wurde am 7. September 751 zum ersten Mal als „Kirche in dem Ort, welcher genannt wird Raudinleim“ urkundlich erwähnt. Die Urkunde liegt im Archiv des Klosters St. Gallen.
Nachdem die Röttler Kirche infolge des Basler Erdbebens 1356 eingestürzt war, ließ Markgraf Rudolf III. von Hachberg-Sausenberg eine neue Kirche bauen, in der jedoch erhaltene Teile des romanischen Vorgängerbaus wiederverwendet wurden. Die neue größere Kirche wurde im gotischen Stil erbaut und der Kirchenraum um die Erharduskapelle an der Nordseite mit Netzgewölbe und die Georgskapelle im Osten links des Chores als Grablege der markgräflichen Familie erweitert. 1401 wurde die neue Kirche geweiht. Zum Kirchenspiel Röttelns gehörten die Orte Röttelnweiler, Tumringen, Haagen und Hasenloch. „Ehemals war Rötteln ein großer Marktflecken, und einer Stadt ähnlich.“
Anfang des 19. Jahrhunderts siedelte sich wie an vielen Orten im Wiesental auch in Rötteln die Industrie an. Über den Röttler Teich wurden die damaligen Textilunternehmen mit Wasser versorgt. Neben dieser Industrie hatte Rötteln noch 31 Einwohner und außer dem Pfarr- und Schulhaus drei Wohn- und fünf Nebengebäude.
Die Röttler Kirche und auch die Burg Rötteln werden abends beleuchtet und strahlen dadurch weit sichtbar. Von September 2004 bis 2005 wurde die Kirche grundlegend renoviert.

## Lage und Geografie

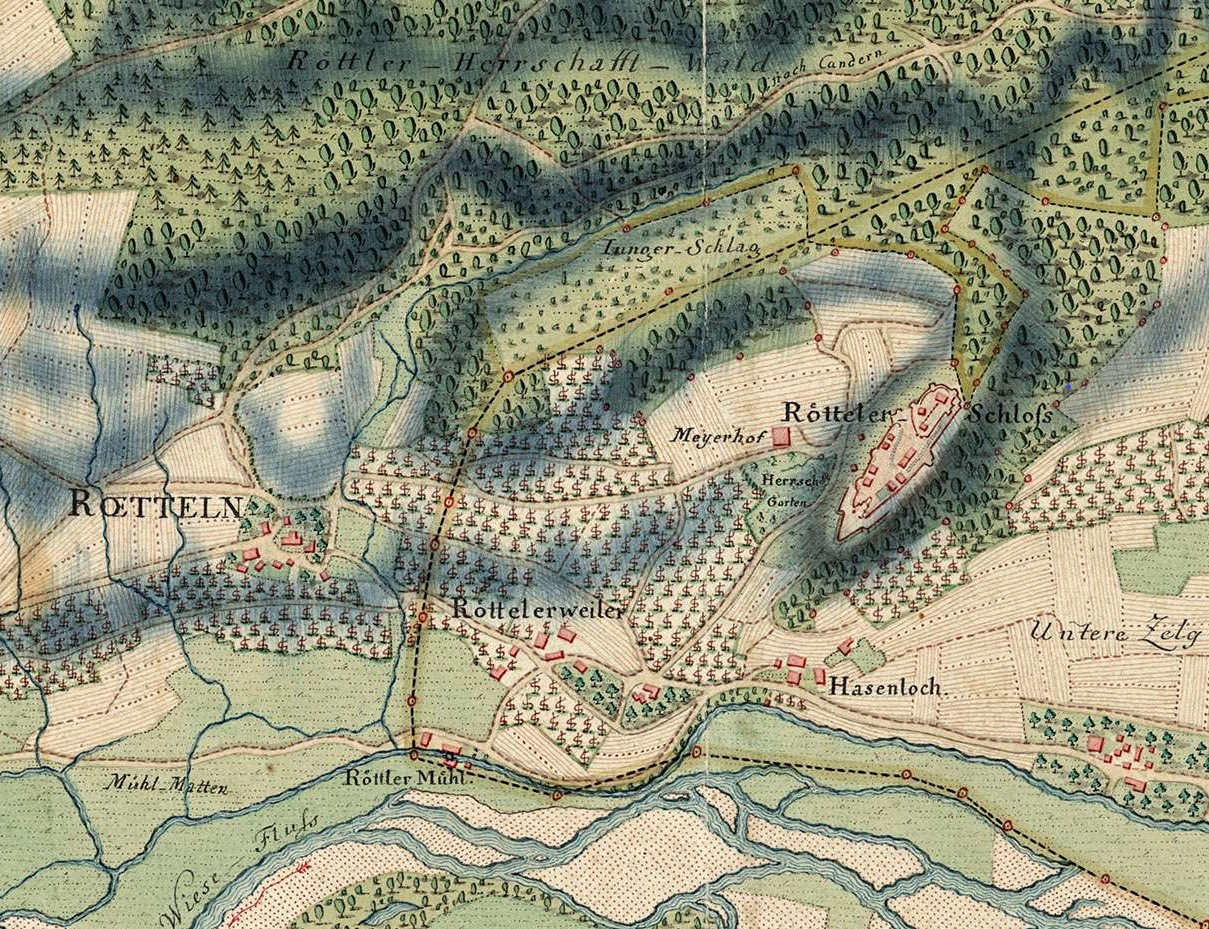
Karte von Rötteln und Umgebung (1777)

Rötteln liegt auf 333 m ü. NN Höhe eingerahmt zwischen dem Röttler Wald und der Wiese. Der Ort zweigt östlich von der Serpentinenstraße, der Kreisstraße 6354, zwischen Turmringen und dem kleinen Pass Lucke ab. An der Spitzkehre liegt die Bushaltestelle Rötteln und ein öffentlicher Parkplatz. Nördlich von Rötteln verläuft die A 98. Nur etwa 100 Meter westlich des Weilers Rötteln befindet sich der Friedhof Turmringen.
Die kleine Besiedlung gruppiert sich um die nahezu quadratisch verlaufende Straße namens Rötteln, in deren Mitte sich auch die Kirche und ein Hof befindet. Südlich der Röttler Kirche befindet sich das Pfarrhaus. Nördlich wird das Besiedlungsgebiet von der Rinthelgaß abgeschlossen.

## Sehenswürdigkeiten
Oberhalb des Weilers Rötteln liegt die weithin sichtbare Burgruine Rötteln auf einem Bergsporn auf 417 m ü. NN. Die Anlage mit ihren zwei großen Wehrtürmen ist die drittgrößte Burgruine Badens. Die während des Dreißigjährigen Krieges umkämpfte und schwer beschädigte Burg ist das Wahrzeichen der Stadt Lörrach. Von Rötteln erreicht man die Burg über Röttelnweiler oder einen Weg nördlich der Autobahn, der Teil des zum Westweg gehörigen Wanderweges ist.
In der Röttler Kirche befindet sich eine Grabkapelle des Markgrafen Rudolf III. und seiner Gemahlin Anna. Die bemalten Grabplatten gehören zu den bedeutendsten Steinplastiken im südwestdeutschen Raum und besterhaltenen Zeugnissen spätgotischer Grabmalkunst. Mit der ersten Erwähnung im Jahr 751 und einer Neuerrichtung 1401 ist sie älteste Kirche in Lörrach und macht Rötteln damit zum ältesten Kirchenort im vorderen Wiesental.

## Persönlichkeiten

### In Rötteln gewirkt
Hans von Flachslanden trat 1463 als Bürgermeister von Basel zurück und wurde markgräflicher Landvogt von Rötteln, wo er 1476 starb.
Der Theologe und Reformator Thomas Grynaeus war von 1558 bis zu seinem Tod 1564 Pfarrer und Superintendent in Rötteln. Sein Sohn Johann Jakob Grynaeus folgte ihm in der Funktion von 1565 bis 1575.

### Söhne und Töchter
- Otto III. von Hachberg (1388–1451), Bischof von Konstanz
- Rudolf IV. (Hachberg-Sausenberg) (1426/27–1487), Markgraf von Hachberg-Sausenberg
- Ernst Rösch (1867–1953), in Röttlerweiler geborener Buchdrucker und Politiker